# Sergi Gómez i Solà
Sergi Gómez i Solà (Arenys de Mar, 28 de març de 1992) és un futbolista professional català, que juga com a defensa. És internacional amb la selecció catalana.

## Carrera esportiva

### Inicis
Sorgit del planter del CE Mataró, va fitxar pel Barça l'any 2006 com a Cadet B. Encara que va jugar la temporada 2009-10 amb el Juvenil A, va ser cridat per Luis Enrique, entrenador del Barça B, en les últimes quatre jornades per donar descans als jugadors del filial (va debutar contra la UE Lleida), però al final s'hi va quedar i va destacar en el play-off d'ascens a Segona A.

### Salt al primer equip del Barça
Encara que en l'inici de la temporada 2010-11 la seva fitxa era del filial, les baixes que tenia Pep Guardiola per confegir l'equip que disputés el partit d'anada de la Supercopa (el 14 d'agost del 2010) van fer que l'entrenador del Barça el fes titular i jugués tot el partit.

### Celta de Vigo
El 30 de juny de 2014, amb la carta de llibertat, i igual com Carles Planas va fitxar pel Celta de Vigo, club de la Primera Divisió després de 5 anys al filial barcelonista. Va debutar-hi, i a La Liga, el 13 de setembre, quan va entrar al minut 75, en un empat 2–2 a casa contra la Reial Societat, i va acabar la seva primera temporada amb 22 aparicions, ajudant l'equip a ser vuitens a la classificació final.

### Sevilla
El 23 de juliol de 2018, Gómez va fitxar pel Sevilla FC amb un contracte per quatre anys. Titular indiscutible amb Pablo Machín, va ser posteriorment descartat per Julen Lopetegui.

### Espanyol
El 28 de juliol de 2021, Gómez va signar contracte per tres anys amb el RCD Espanyol, acabat d'ascendir a primera.

## Internacional

### Catalunya
Internacional amb la selecció catalana, el 28 de desembre de 2016 va disputar com a titular amb la selecció catalana el Trofeu Catalunya Internacional 2016, un partit contra la selecció de Tunísia que va acabar en empat 3 a 3 i finalment en victòria tunisenca a la tanda de penals.
El maig de 2022 Gerard López el va convocar per disputar el partit Catalunya – Jamaica a Montilivi, una victòria per 6-0.

### Espanya
Després de representar Espanya als nivells sub-17, sub-19, i sub-21, Gómez va ser convocat amb la selecció absoluta per Luis Enrique el 15 de març de 2019, per dos partits de classificació pel Campionat d'Europa de futbol 2020 contra Noruega i Malta.
Internacional amb la selecció catalana, el maig de 2022 Gerard López el va convocar per disputar el partit Catalunya – Jamaica a Montilivi.